# Setareki Hughes
Setareki Hughes (8 de junho de 1995) é um futebolista fijiano que atua como  meia, atualmente defende o RevaFC.

## Carreira
Hughes fez parte do elenco da Seleção Fijiana de Futebol nas Olimpíadas de 2016.